# Sainte-Marie (Gers)
Sainte-Marie (gaskognisch Senta Maria) ist eine französische Gemeinde mit 391 Einwohnern (Stand 1. Januar 2022) im Département Gers in der Region Okzitanien (vor 2016 Midi-Pyrénées). Sie gehört zum Arrondissement Auch und zum Kanton Gimone-Arrats. Die Einwohner werden Saint-Mariens genannt.

## Geografie
Sainte-Marie liegt etwa 45 Kilometer westnordwestlich von Toulouse. Die Gimone bildet die östliche Gemeindegrenze. Nachbargemeinden sind Mauvezin im Norden, Touget im Nordosten und Osten, Escornebœuf im Südosten und Süden, Aubiet im Südwesten und Westen, Blanquefort im Westen sowie Saint-Sauvy im Nordwesten.

## Bevölkerungsentwicklung
| Jahr                       | 1962 | 1968 | 1975 | 1982 | 1990 | 1999 | 2006 | 2011 | 2020 |
| Einwohner                  | 368  | 309  | 246  | 232  | 208  | 249  | 313  | 406  | 423  |
| Quellen: Cassini und INSEE |      |      |      |      |      |      |      |      |      |

## Sehenswürdigkeiten
- Kirche Nativité-de-Notre-Dame (Mariä Geburt)
- Kirche Saint-Pé (St. Peter)
- Kirche Notre-Dame-des-Neiges im Ortsteil Travès (Unserer Lieben Frau vom Schnee)
- Kirche Saint-Martin im Ortsteil Saint-Martin-du-Hour